# Minicythere
Minicythere is een geslacht van kreeftachtigen uit de klasse van de Ostracoda (mosselkreeftjes).

## Soort
- Minicythere heinii Ornellas, 1974